# Турковчина
Турковчина је насељено место у саставу општине Беденица у Загребачкој жупанији, Република Хрватска.

## Историја
До територијалне реорганизације у Хрватској налазила се у саставу старе општине Свети Иван Зелина.

## Становништво
На попису становништва 2011. године, Турковчина је имала 334 становника.

## Попис1991.
На попису становништва 1991. године, насељено место Турковчина је имало 422 становника, следећег националног састава:
| Попис 1991.‍ | Попис 1991.‍ | Попис 1991.‍ | Попис 1991.‍ | Попис 1991.‍ |
| ----------- | ----------- | ----------- | ----------- | ----------- |
|             |             |             |             |             |
| Хрвати      | Хрвати      |             | 422         | 100%        |
| укупно: 422 |             |             |             |             |